# Glagolevita
La glagolevita és un mineral de la classe dels silicats, que pertany al grup de la clorita. Rep el nom en honor d'Alexander Andreevich Glagolev (Александра Андреевича Глаголева) (1927-1993), mineralogista i petrògraf rus, conegut pel seu treball sobre les roques ultramàfiques alcalines i carbonatites com les de Kovdor, a Rússia.

## Característiques
La glagolevita és un silicat de fórmula química Na(Mg,Al)₆(AlSi₃O₁₀)(OH,O)₈. Va ser aprovada com a espècie vàlida per l'Associació Mineralògica Internacional l'any 2001. Cristal·litza en el sistema triclínic.
Segons la classificació de Nickel-Strunz pertany a «09.EC - Fil·losilicats amb plans de mica, compostos per xarxes tetraèdriques i octaèdriques» juntament amb els següents minerals: minnesotaïta, talc, wil·lemseïta, ferripirofil·lita, pirofil·lita, boromoscovita, celadonita, txernikhita, montdorita, moscovita, nanpingita, paragonita, roscoelita, tobelita, aluminoceladonita, cromofil·lita, ferroaluminoceladonita, ferroceladonita, cromoceladonita, tainiolita, ganterita, annita, efesita, hendricksita, masutomilita, norrishita, flogopita, polilitionita, preiswerkita, siderofil·lita, tetraferriflogopita, fluorotetraferriflogopita, wonesita, eastonita, tetraferriannita, trilitionita, fluorannita, xirokxinita, shirozulita, sokolovaïta, aspidolita, fluoroflogopita, suhailita, yangzhumingita, orlovita, oxiflogopita, brammal·lita, margarita, anandita, bityita, clintonita, kinoshitalita, ferrokinoshitalita, oxikinoshitalita, fluorokinoshitalita, beidel·lita, kurumsakita, montmoril·lonita, nontronita, volkonskoïta, yakhontovita, hectorita, saponita, sauconita, spadaïta, stevensita, swinefordita, zincsilita, ferrosaponita, vermiculita, baileyclor, chamosita, clinoclor, cookeïta, franklinfurnaceïta, gonyerita, nimita, ortochamosita, pennantita, sudoïta, donbassita, borocookeïta, aliettita, corrensita, dozyïta, hidrobiotita, karpinskita, kulkeïta, lunijianlaïta, rectorita, saliotita, tosudita, brinrobertsita, macaulayita, burckhardtita, ferrisurita, surita, niksergievita i kegelita.

## Formació i jaciments
Va ser descoberta a la mina de flogopita de Kovdor, al massís de Kovdor, dins l'óblast de Múrmansk (Rússia). També ha estat descrita al massís de Nizhnetagilskii, a l'óblast de Sverdlovsk (Rússia), i al districte de Chengalpattu, a l'Índia. Aquests tres indrets són els únics de tot el planeta on ha estat descrita aquesta espècie mineral.